# Jelena Jeżowa
Jelena Jeżowa (ur. 14 sierpnia 1977 w Melitopolu) – rosyjska siatkarka, grająca na pozycji libero.

## Sukcesy klubowe
Mistrzostwo Rosji:
- 2007, 2009, 2012, 2015
- 2003, 2008, 2010, 2013, 2017, 2018
- 2011

Liga Mistrzyń:
- 2007, 2009
- 2012

Puchar Rosji:
- 2009, 2016, 2017

Puchar CEV:
- 2017
- 2011

## Nagrody indywidualne
- 2012: Najlepsza libero Pucharu Rosji